# Cacouna
Pour les articles homonymes, voir Cacouna (homonymie).
Cacouna est une municipalité du Québec située dans la municipalité régionale de comté de Rivière-du-Loup et dans la région administrative du Bas-Saint-Laurent. Elle est située à environ 225 km à l'Est de la ville de Québec. La municipalité de Cacouna a été créée en mars 2006 par la fusion de la municipalité de village de Saint-Georges-de-Cacouna et la municipalité de paroisse de Saint-Georges-de-Cacouna.
Cacouna compte de nombreuses résidences dénotant un patrimoine architectural unique et fait partie de l'Association des plus beaux villages du Québec. La vie agricole y est aussi très active et diversifiée. Un important port en eau profonde, le port de Gros-Cacouna, représente un atout majeur pour le développement futur de la région.

## Toponymie
La plupart des auteurs ont vu dans le toponyme «Cacouna» les mots cris, kakwa ou kakoua ayant pour sens porc-épic et nak, demeure de, d'où demeure du porc-épic. La localisation du toponyme rend cependant cette interprétation douteuse, les Cris n'ayant jamais fréquenté cette région. Les Montagnais, eux, auraient pu y implanter ce toponyme lors d'une de leurs traversées occasionnelles du Saint-Laurent, à des époques anciennes. Le mot kaku signifie aussi porc-épic dans leur langue. Plus sûrement cependant, il pourrait s'agir d'un mot Malécite, kakona, qu'on retrouve traduit par tortue dans un ouvrage de 1832. Le nom « Saint-Georges » a été retenu par monseigneur Plessis, en 1809, à la demande de Malcolm Fraser, seigneur de Murray Bay (La Malbaie) de 1733 à 1815. Le peuple anglais a pour patron saint Georges, officier martyrisé en Palestine vers 303. Son combat contre le dragon a fait l'objet de multiples représentations en art.

## Histoire

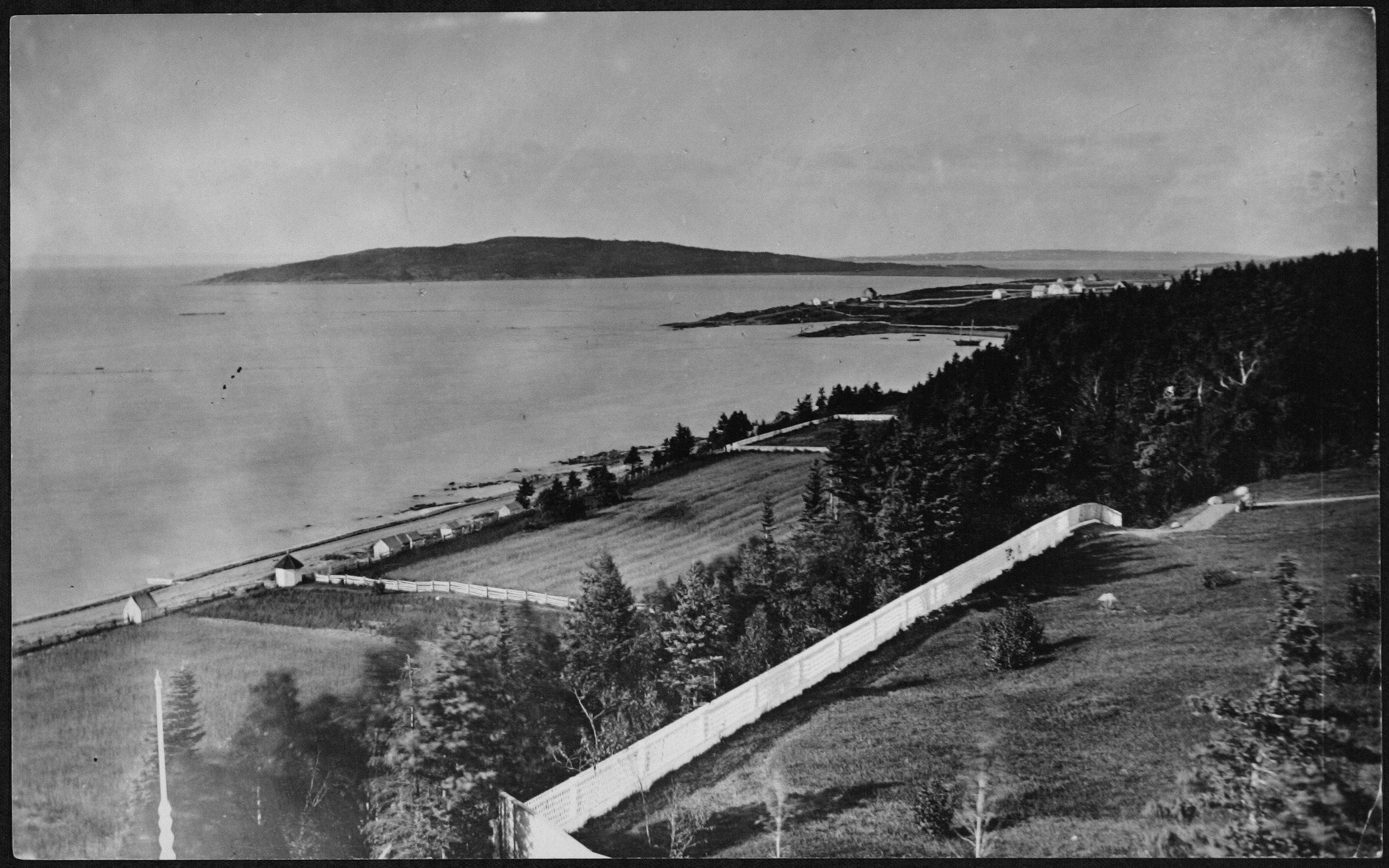
Cacouna vers 1900.

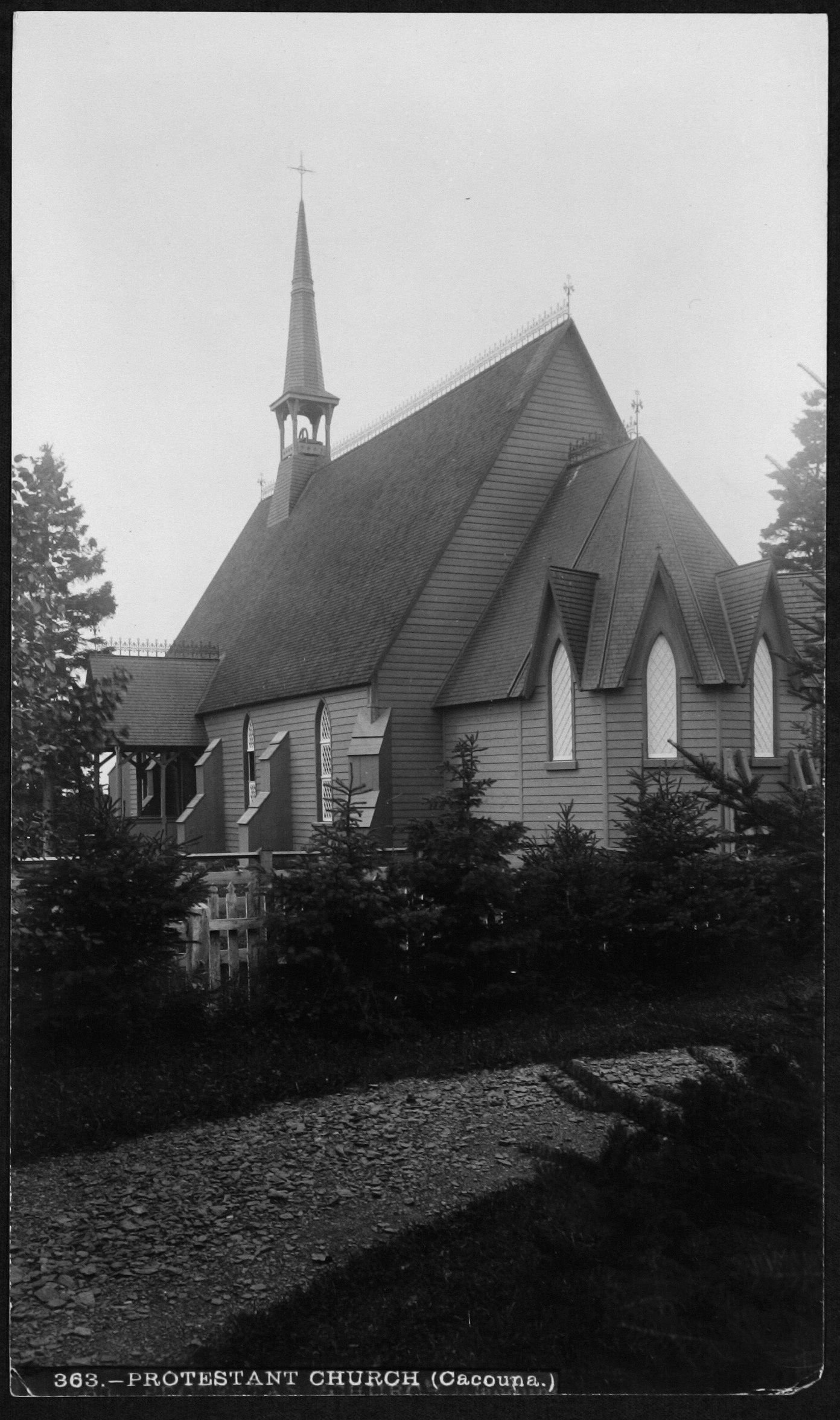
Église Saint-James-the-Apostle vers 1900.

Dès 1721 le territoire de Cacouna est occupé par quelques familles. Vers 1765, plusieurs Acadiens s'y installent en squatters. La mission qui a donné son nom à la municipalité a été fondée vers 1798 et érigée canoniquement en 1835.
Une municipalité créée en 1845 et abolie en 1847 portait le nom « Kakonna ». En 1855, est créée la municipalité de la paroisse de « Saint-Georges-de-Kakouna ».
À la fin du XIXe siècle et au début du XXe siècle, avec la construction du chemin de fer jusqu'à Rivière-du-Loup et les provinces maritimes, plusieurs riches familles anglophones de Montréal ou de Toronto y ont bâti des résidences d'été luxueuses, dont une partie demeure à ce jour. En été, le village devenait un lieu de bains de mer, de fêtes et de réjouissances pour ces nantis, et fournissait du travail aux habitants, comme domestiques, femmes de ménage, jardiniers, cochers, etc.
L'armateur et banquier Sir Hugh Montagu Allen y fait construire en 1900 sa résidence d'été le château Montrose et persuade ses amis propriétaires du chemin de fer de construire un embranchement de voie ferrée entre Rivière-du-Loup et Cacouna pour que sa famille et invités n'aient pas à voyager en voiture à cheval les quelque 12 kilomètres du trajet.
À partir de la dépression des années 1930, les riches estivants délaissent peu à peu le village. Montrose est rachetée par les Pères Capucins en 1938
Il s'agit par ailleurs du lieu de naissance de Mario Dumont, ancien chef de l'Action démocratique du Québec.

## Géographie
Le territoires de la Première Nation Wolastoqiyik Wahsipekuk (Cacouna)  est enclavés dans la municipalité.
À partir de son crénon, dans le centre de la municipalité, la Petite rivière du Loup coule vers le sud-ouest.
La rivière des Vases traverse la pointe sud-est de la municipalité vers le nord-est.

## Démographie
| 2006  | 2011  | 2016  | 2021  |
| ----- | ----- | ----- | ----- |
| 1 853 | 1 939 | 1 803 | 1 848 |

## Administration
Les élections municipales se font en bloc pour le maire et les six conseillers.
| Élection | Maire              | Qualité                 | Résultat |
| --- | ------------------ | ----------------------- | -------- |
| 2005 | Aucun candidat     |                         | Voir     |
| n/d | Jacques M. Michaud |                         | n/d      |
| 2009 | Ghislaine Daris    |                         | Voir     |
| 2013 | Ghislaine Daris    | Voir                    |          |
| 2017 | Ghislaine Daris    | Voir                    |          |
| 2021 | Suzanne Rhéaume    | Conseillère (2013-2021) |          |
| Élection partielle en italique Depuis 2005, les élections sont simultanées dans toutes les municipalités québécoises |                    |                         |          |

## Attraits

### Le littoral de Cacouna

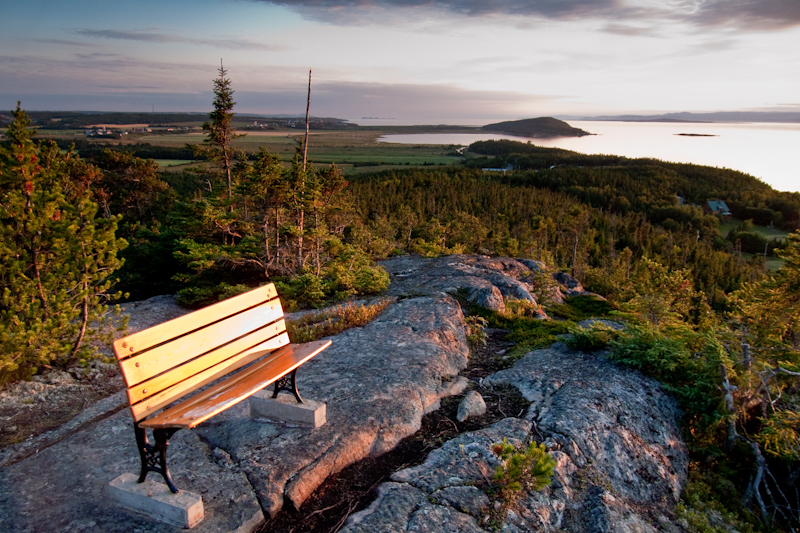
Vue de l'estuaire du fleuve Saint-Laurent à partir des terres publiques gérées par la MRC de Rivière-du-Loup, à Cacouna.

Dans la moitié est de la municipalité, une partie importante du littoral du fleuve Saint-Laurent est bordé de terres publiques gérées par le Service canadien de la faune. Ces propriétés sont regroupées en deux entités :
- le site ornithologique du marais de Gros-Cacouna qui couvre près de 200 hectares incluant une partie de la presqu'ile adjacente au port de Gros-Cacouna. Près de 4 km de sentiers permettent de découvrir de nombreuses espèces d'oiseaux dans leur habitat naturel, notamment l'aigrette neigeuse, le canard plongeur, le canard noir, le garrot d'Islande, le pluvier argenté, le pluvier semi palmé, le bécassin roux, le râle jaune, le bruant de Leconte, le guillemot miroir, l’eider à duvet, la sarcelle, le cormoran à aigrettes et le pélican d'Amérique.

- la réserve nationale de faune de la baie de l'Isle-Verte à l'extrémité est du territoire, qui comprend la majorité des terrains situés entre le chemin de la Rivière-des-Vases et l'estuaire du fleuve Saint-Laurent.

Outre le Service canadien de la faune, la MRC de Rivière-du-Loup gère également des terres publiques situées en bordure de l'estuaire. On y trouve des sentiers et des belvédères aménagés sur les collines surplombant le fleuve Saint-Laurent et qui permettent d'observer un panorama étendu sur la région.

### Port de Gros-Cacouna

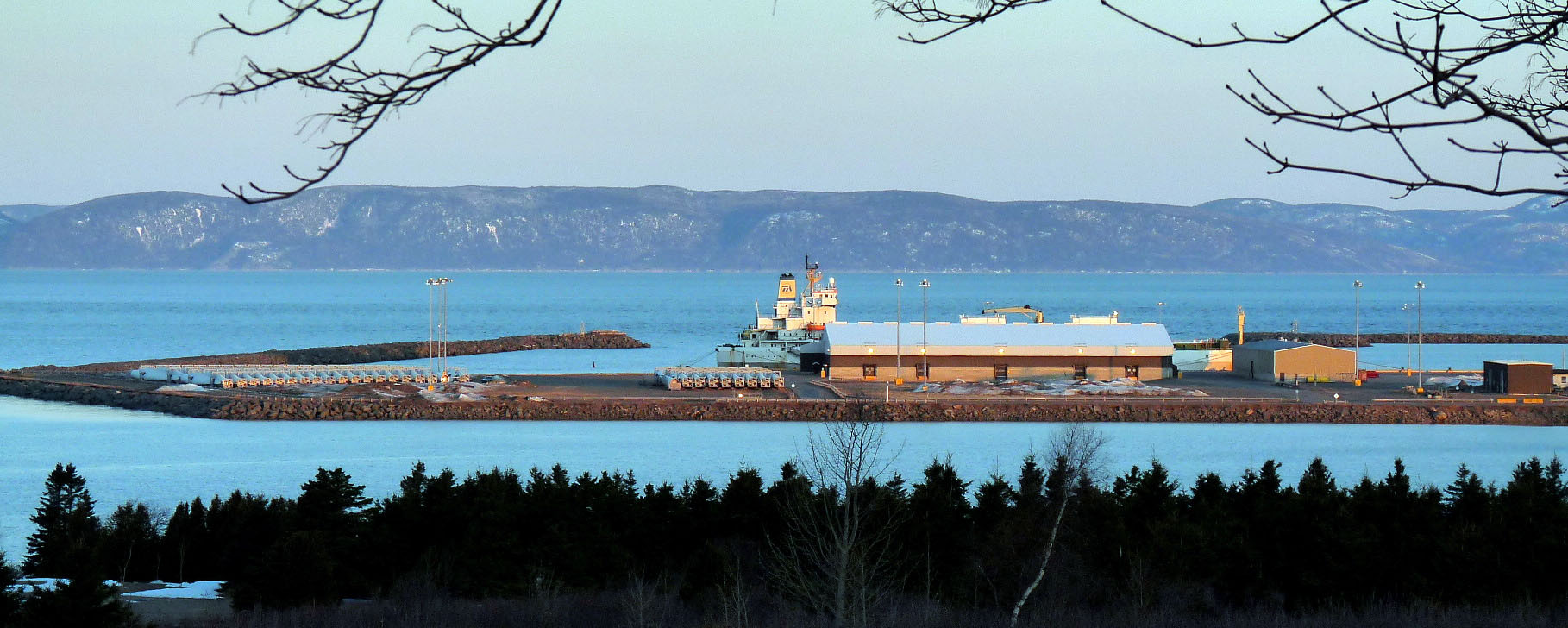
Port de Gros-Cacouna.

Le port de Gros-Cacouna est un port de mer en eaux profondes (10,2 m de tirant d’eau) inauguré en 1981 après une attente de plus de 25 ans des instances régionales.
La quantité de matières transbordées dans le port de Gros-Cacouna a fortement diminué au cours des dix dernières années[Quand ?]. En 1995, le port servait principalement à l’exportation de 290 000 tonnes de produits forestiers et de pâtes et papiers. Or, le chargement de ces produits ne représentait plus que 20 000 tonnes en 2005. Ces produits ont été partiellement remplacés par du ciment (100 000 tonnes en 2005) exportés vers la région des Grands-Lacs aux États-Unis.

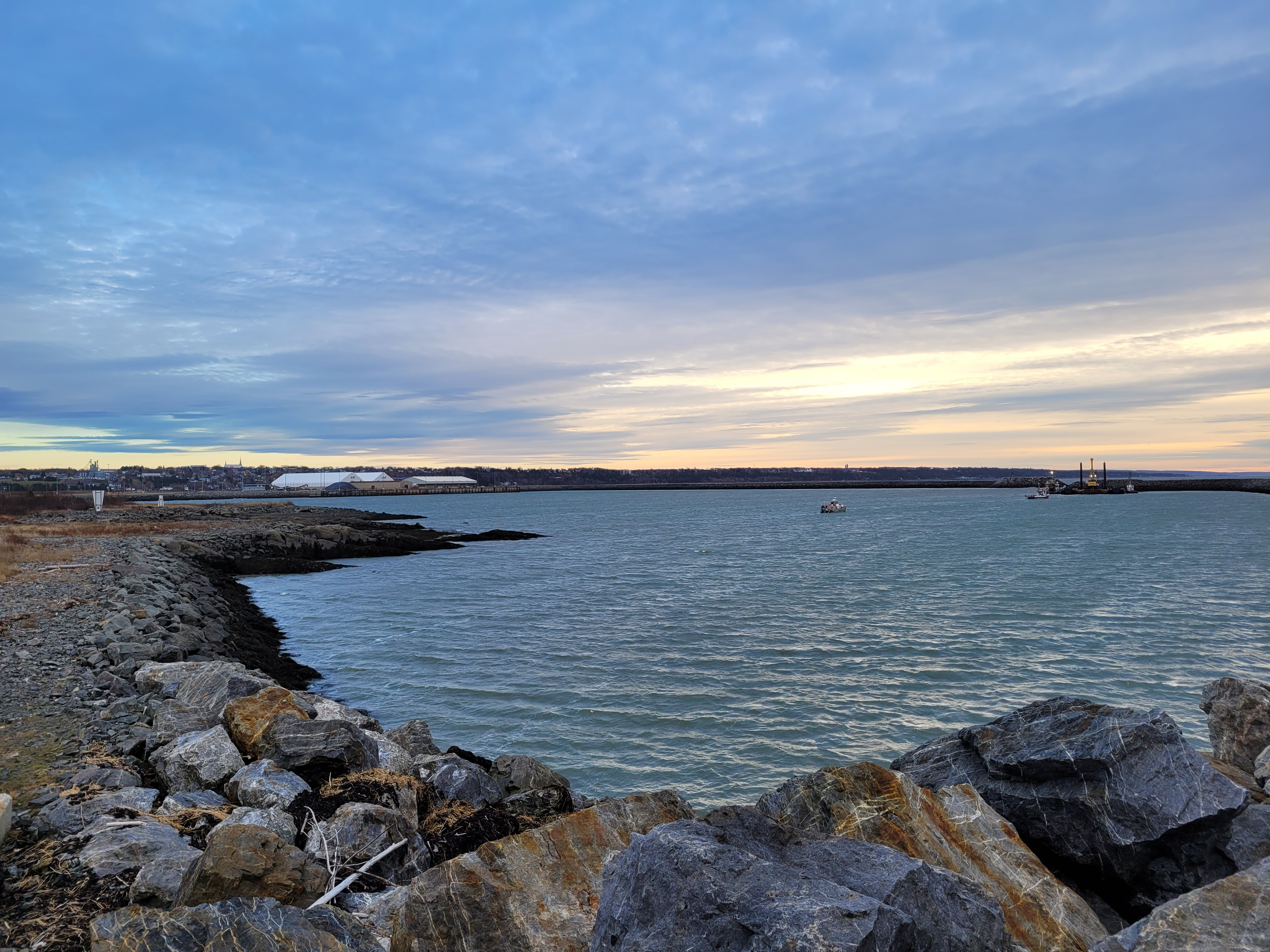
Port et bassin de Gros-Cacouna vu du nord-est.

Le port de Gros-Cacouna sert également à décharger du ciment en provenance du Brésil (50 000 tonnes en 2005), du sel de déglaçage en provenance des îles de la Madeleine (25 000 tonnes) et divers produits métalliques.
Depuis 2005, le Port de Gros-Cacouna a servi au transbordement de nombreuses pièces d’éoliennes.
La propriété du port a été transférée du fédéral au provincial le 30 mars 2020. Sa gestion relève désormais de la Société portuaire du Bas-Saint-Laurent et de la Gaspésie, une filiale de la Société du parc industriel et portuaire de Bécancour (SPIPB), sous la responsabilité du ministère de l'Économie et de l'Innovation (MEI).

### Projet Énergie Cacouna
Un projet controversé de terminal méthanier sur le site du port de Gros-Cacouna avait été annoncé le 1er septembre 2004. Le promoteur du projet était Énergie Cacouna, un consortium de TransCanada Pipelines et Pétro-Canada. Selon le scénario présenté, du gaz naturel liquéfié aurait été importé de Russie jusqu'à Gros-Cacouna où il aurait été regazéifié puis distribué sur le marché nord-américain via un gazoduc à construire.
Saisie, la Commission d'examen conjoint formée du bureau d'audiences publiques sur l'environnement et de l'Agence canadienne d'évaluation environnementale avait remis son rapport  le 1er novembre 2006. Cette commission concluait que le projet n'était pas susceptible de causer des effets environnementaux importants si les mesures d'atténuation et les recommandations qu'elle soumettait étaient mises en œuvre par le promoteur.
En 2008, le promoteur avait annoncé qu'il reportait indéfiniment son projet de terminal méthanier à Cacouna, le temps que les conditions d'approvisionnement du gaz naturel liquéfié sur le marché mondial s'améliorent.
Puis Trans-Canada avait remis le couvert avec un projet de port pétrolier acheminant 1,1 million de barils de brut depuis l'Alberta par un pipeline afin d'exporter ce pétrole vers l'Inde où il aurait été raffiné. Cependant, le projet n'avait pas été réalisé puisqu'il devait se situer en plein milieu de la plus importante pouponnière de béluga du fleuve Saint-Laurent. En 2015, Trans-Canada retirait Cacouna de son projet au profit du terminal Irving à Saint-John au Nouveau-Brunswick.

## Galerie

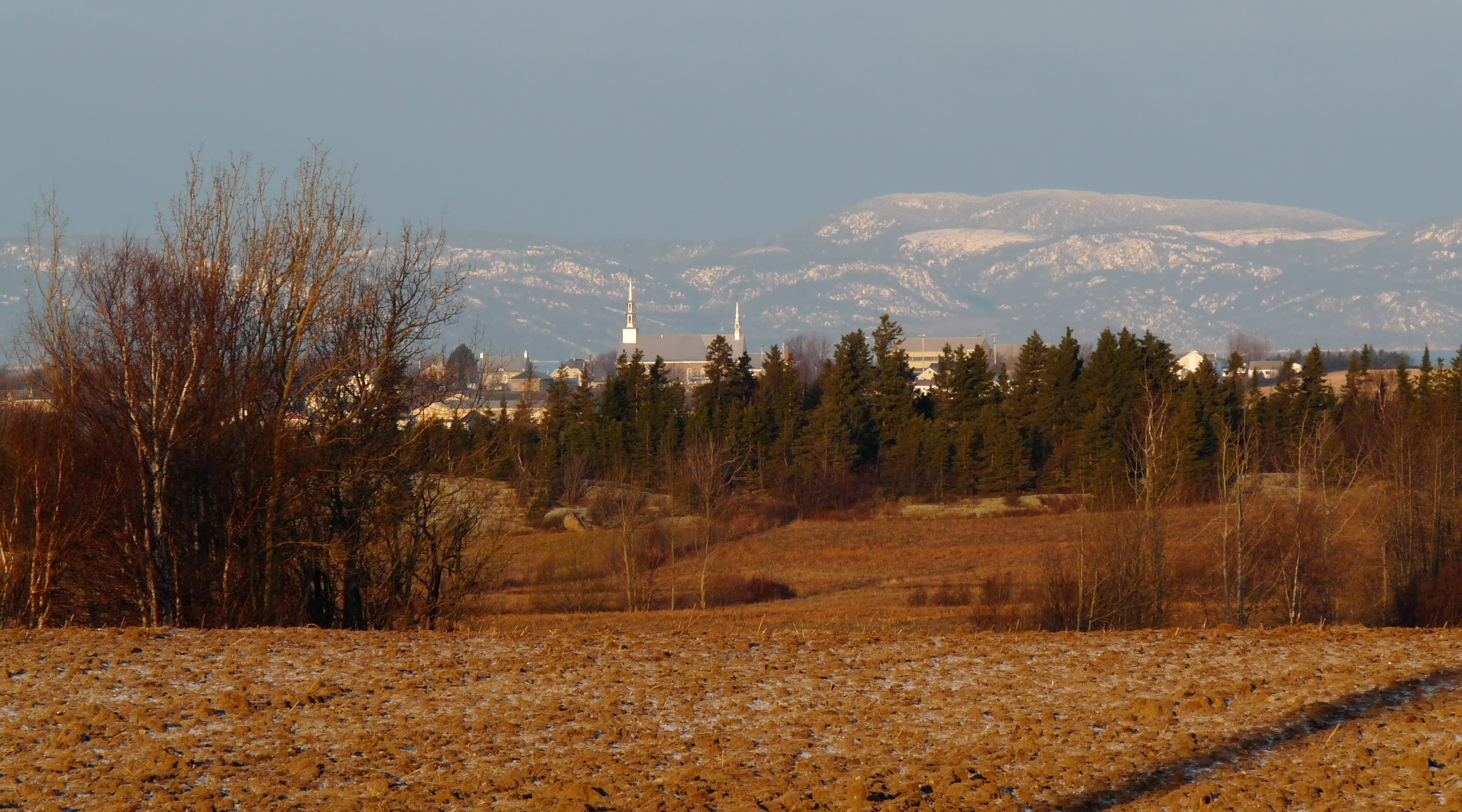
Vue du village de Cacouna à partir de Saint-Arsène avec, en arrière-plan, les montagnes de la région de Charlevoix
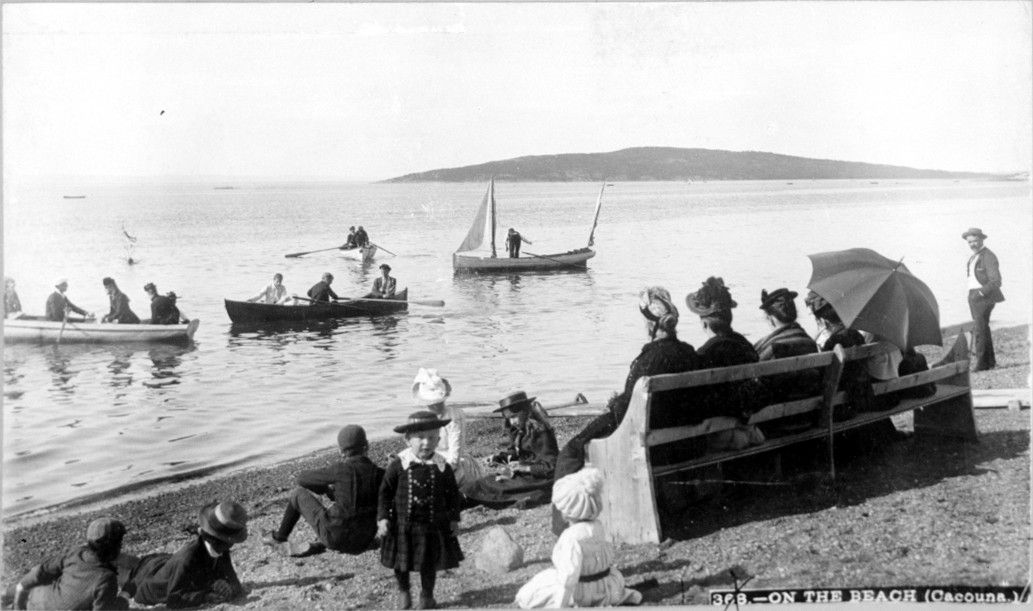
Cacouna vers 1900
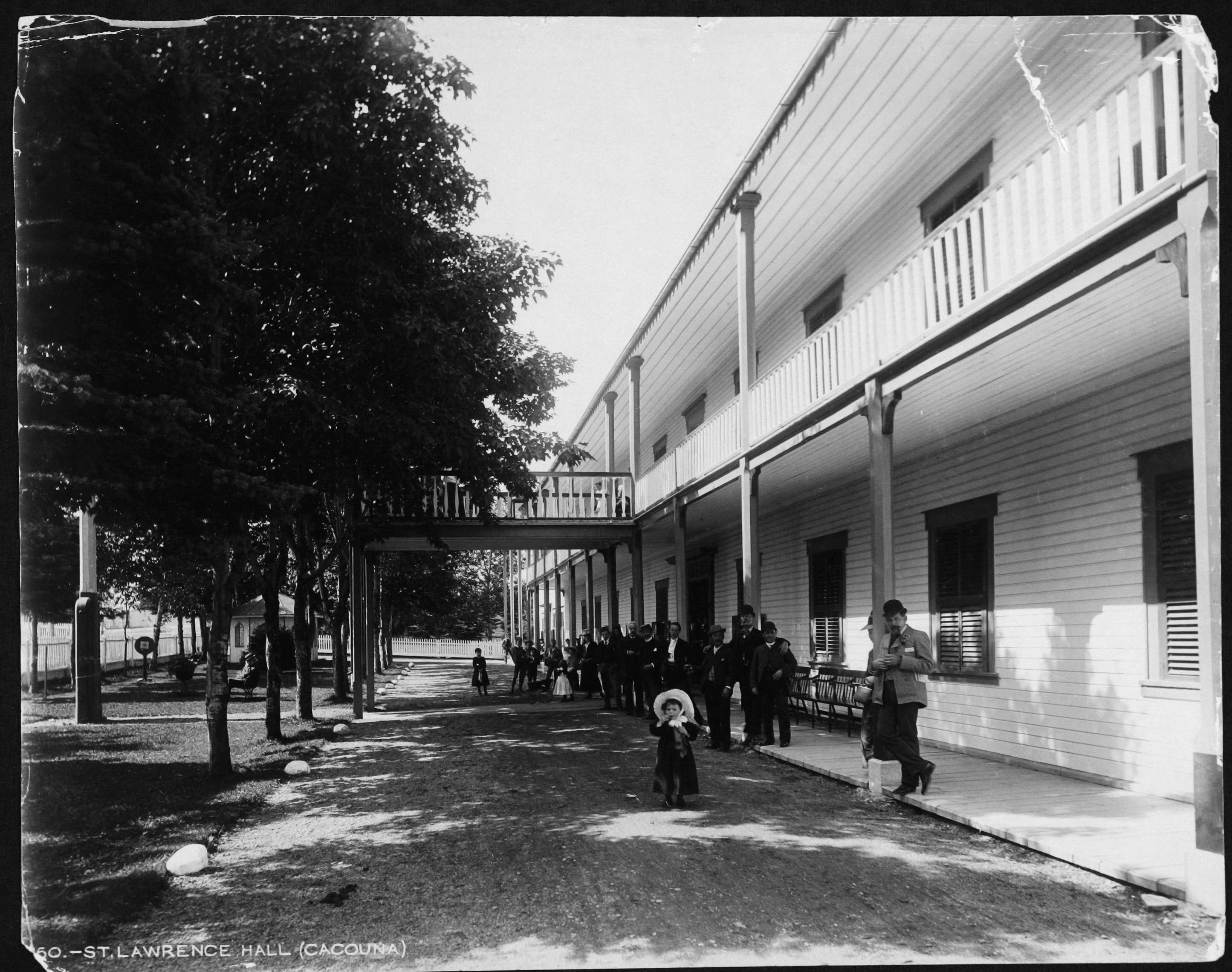
St. Lawrence Hall, Cacouna vers 1900
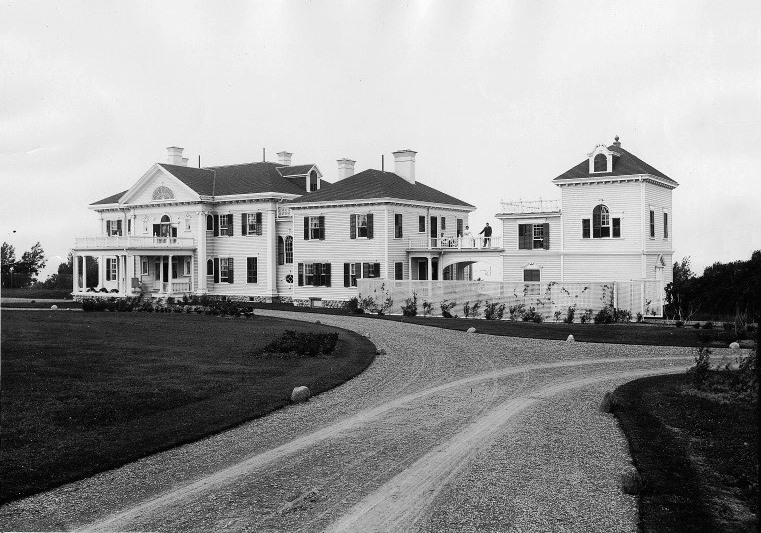
Maison d'été de Sir Montague et Lady Allan à Cacouna en 1901
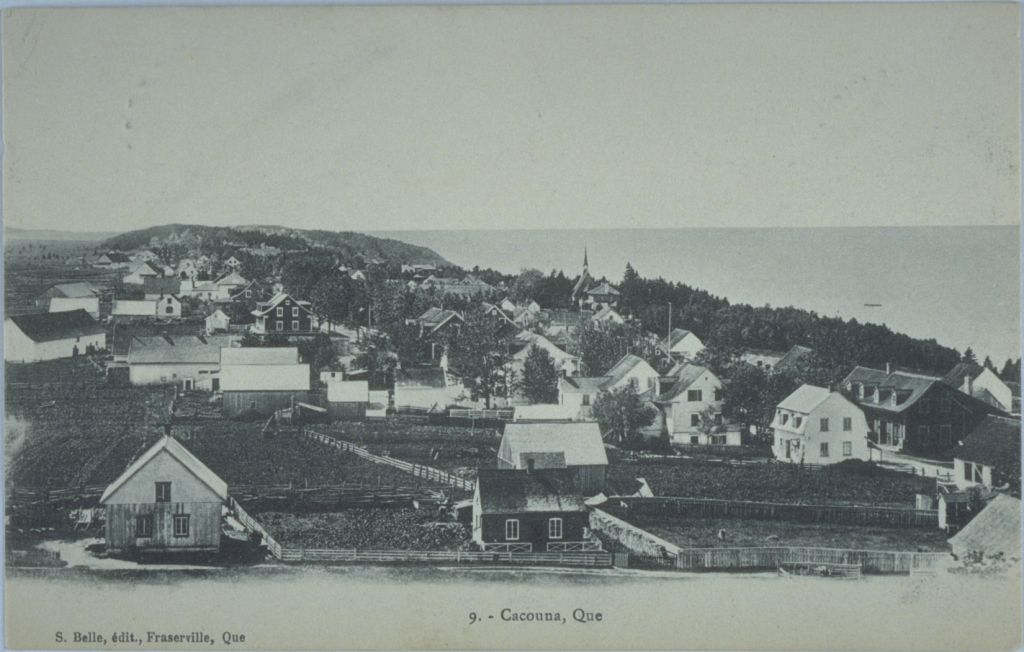
Cacouna vers 1903-1914
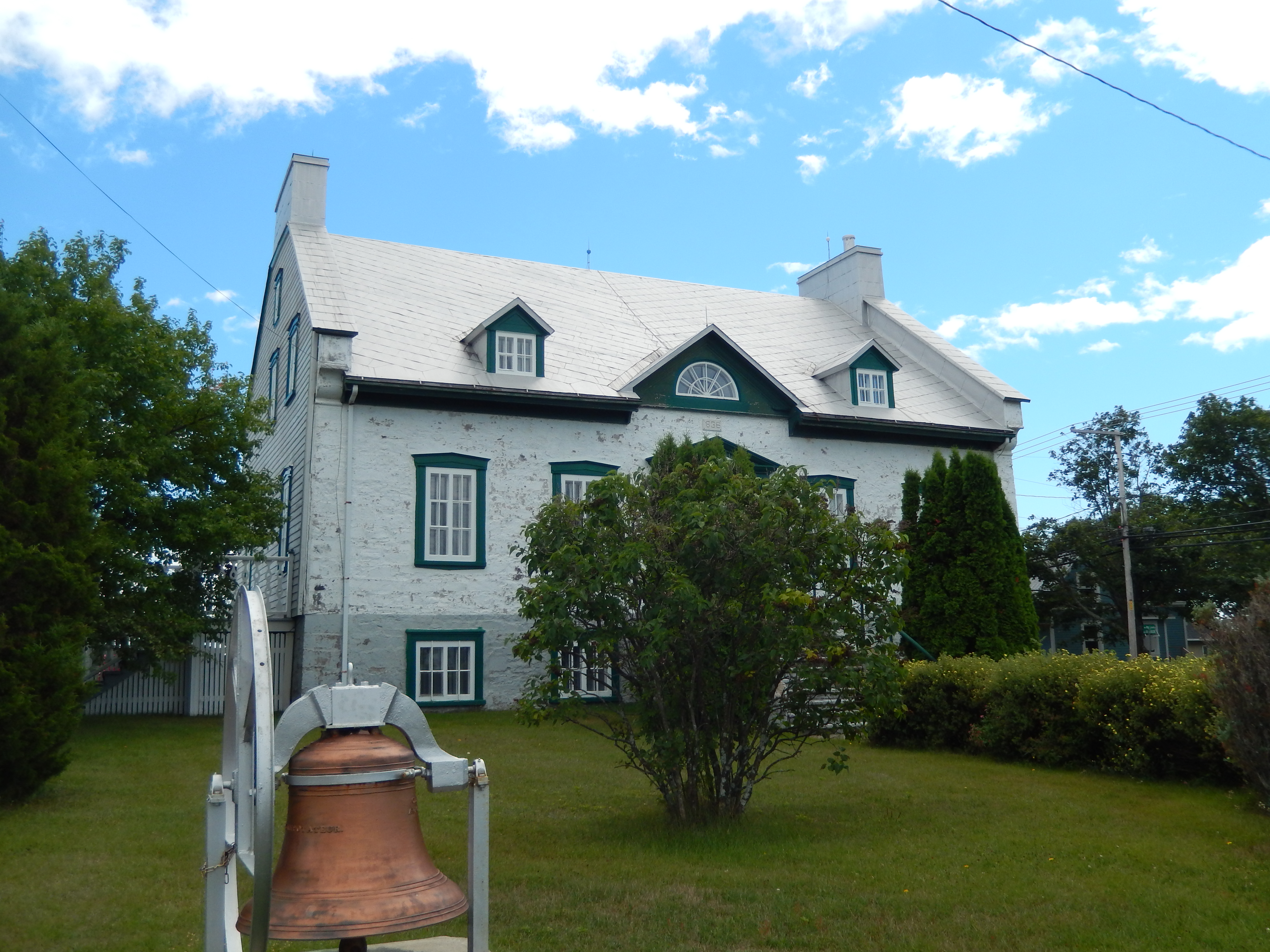
Presbytère de Saint-Georges à Cacouna
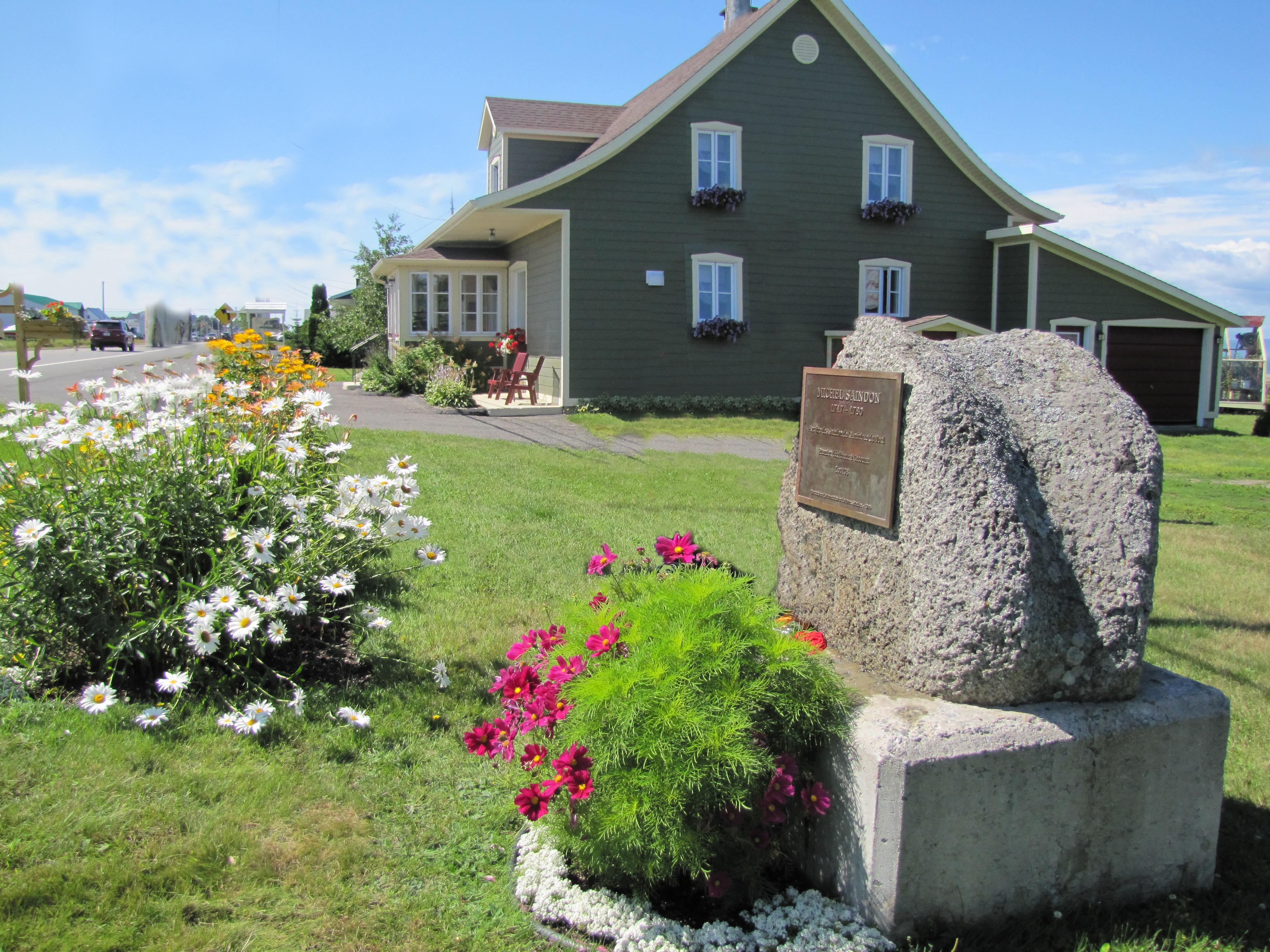
Plaque commémorative du pionnier Michel Saindon à Cacouna
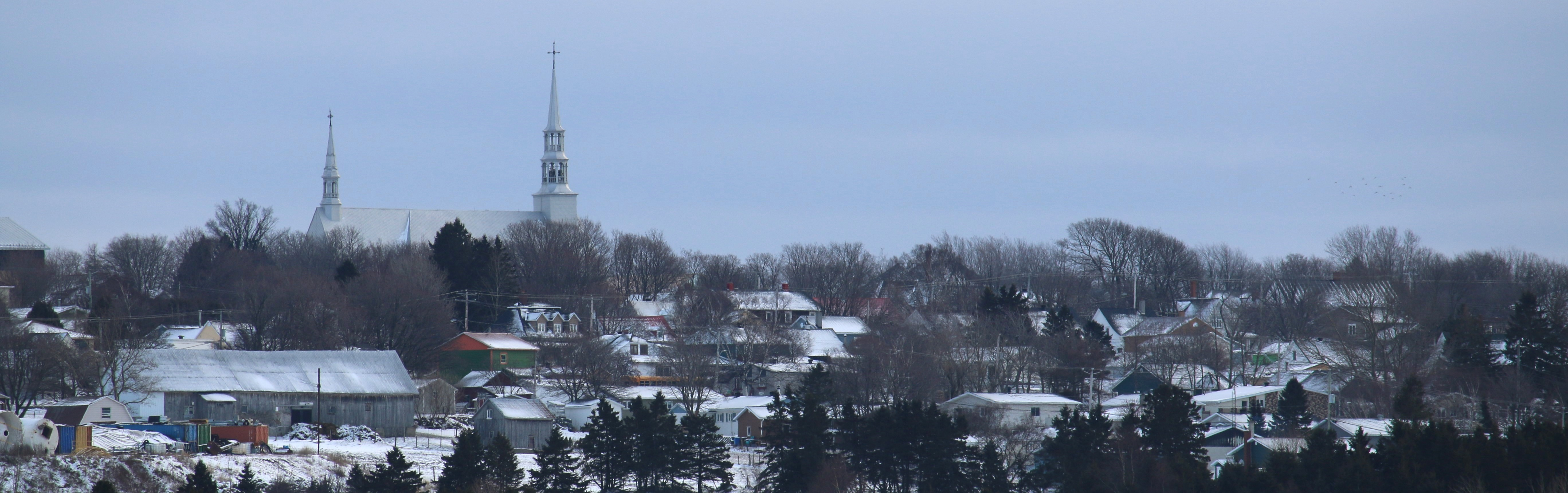
Vue sur Cacouna et son église depuis le port de Gros-Cacouna (décembre 2024).

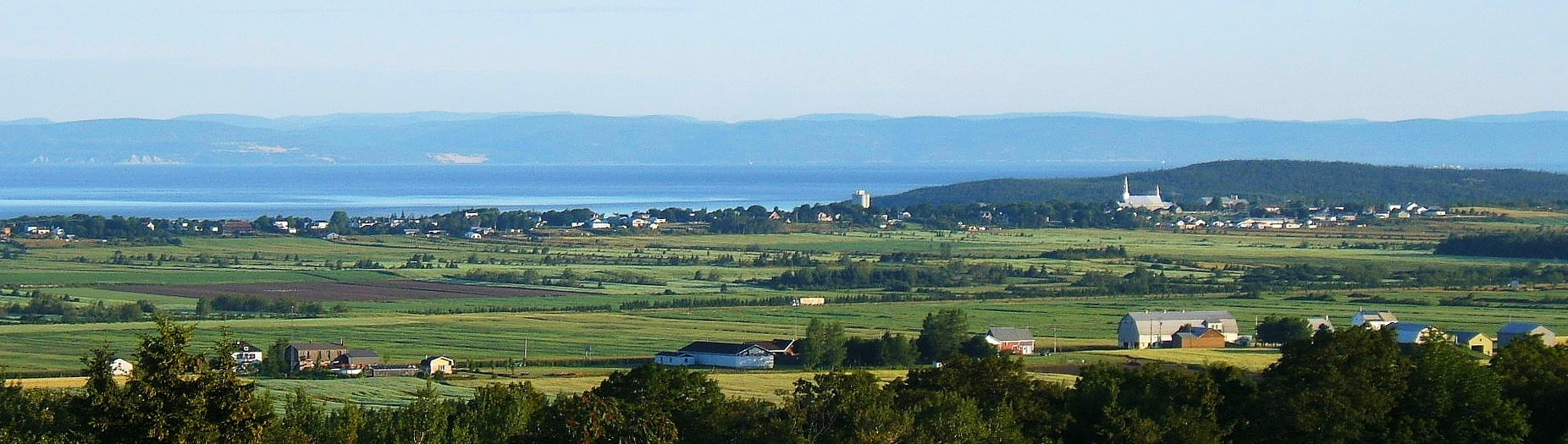
Village de Cacouna vu du chemin des Pionniers à Rivière-du-Loup